# Doyle Wolfgang von Frankenstein
Paul C. Doyle Caiafa, plus connu sous le pseudonyme de Doyle Wolfgang Von Frankenstein est un guitariste américain né le 15 septembre 1964 à Lodi (New Jersey).

## Biographie
À l'âge de 13 ans il commence  à apprendre la guitare à l'aide de son frère Jerry Only, et de Glenn Danzig, tous deux fondateurs des Misfits. En 1980, il intègre le groupe pour remplacer Bobby Steele. Il tiendra le poste de guitariste pendant 3 ans, jusqu'à la séparation du groupe, et restera pour beaucoup de fans comme le guitariste le plus représentatif du groupe, notamment par sa présence sur scène.
En 1987, il crée avec Jerry Only le groupe Kryst The Conqueror, qui publiera un album : Deliver Us From Evil.
Mais cette tentative est un échec commercial et les deux frères songent à reformer les Misfits, qui plus de dix ans après leur séparation connaissent toujours un grand succès. Ceci est en grande partie dû à la carrière alors brillante de Danzig le groupe de l'ancien chanteur des Misfits, qui entraîne de nombreux fans à s'intéresser de plus près à son travail à l'époque où il officiait au sein des Misfits. Mais ce dernier refuse catégoriquement toute idée de reformation. Jerry Only va alors négocier avec lui un accord permettant aux frères Caiafa de réutiliser le nom du groupe.
Après avoir recruté le batteur Dr.Chud et le chanteur Michale Graves, ils reforment le groupe (que beaucoup de fans de la première heure considéreront comme une manœuvre commerciale et un pur projet solo de Jerry Only) en 1995. Le groupe publiera alors deux albums : American Psycho en 1997 et Famous Monsters en 1999. Mais un an plus tard, miné par des tensions internes, le groupe se sépare une nouvelle fois, et Doyle décide cette fois de ne plus jouer avec son frère.
Jerry Only reprendra néanmoins, quelque temps plus tard, les commandes du groupe en recrutant de nouveaux musiciens.
Depuis, Doyle semble avoir renoué les liens avec Glenn Danzig, et ce dernier l'a invité en 2005 à participer à plusieurs concerts de Danzig pour y interpréter à ses côtés quelques célèbres chansons des Misfits. Cette réunification historique (puisqu'ils n'avaient pas joué ensemble depuis plus de vingt ans) laisse alors planer un espoir de reformation des Misfits dans leur composition originale, reformation qui verra le jour en septembre 2016 pour 2 concerts uniques au Riot Fest.
Il a quitté en 2013 son New Jersey natal pour s'installer à Las Vegas et y préparer son projet Gorgeous Frankenstein, qui a été produit par Glenn Danzig.
En 2013 il sort son premier album solo Abominator avec Alex Story (Cancerslug) au chant et Dr.Chud (ex-Misfits) à la batterie.

## Vie personnelle
Il est en couple avec la chanteuse d'Arch Enemy, Alissa White-Gluz.

## Discographie

### The Misfits
- Walk Among Us (1982) - album
- Evilive (1982) - live album
- Earth A.D./Wolfs Blood (1983) - album
- American Psycho (1997) - album
- Evillive II (1998) - live album
- Famous Monsters (1999) - album

### Kryst The Conqueror
- Deliver Us From Evil (1989) - album

### Gorgeous Frankenstein
- Gorgeous Frankenstein (2007)

### Doyle
- Abominator (2013) US: +9200
- As We Die (2017)

### DVD
- You Must See It To Believe It! (2010) - DVD